# The Observer
The Observer jsou britské noviny publikované v neděli. První vydání vyšlo v roce 1791 a jde tak o nejstarší nedělník na světě. Články mají sociálně liberální a sociálně demokratický charakter. Sesterskými novinami jsou The Guardian a The Guardian Weekly. Spadají od roku 1993 do skupiny Guardian Media Group Limited.

## Fotografové
- Jane Bownová (rezidentka od roku 1949 do její smrti v roce 2014)
- Stuart Heydinger (1960–1966)[1]
- Antonio Olmos (nezávislý)
- Harry Borden (nezávislý)
- Michael Peto (nezávislý)
- Neil Libbert (nezávislý)
- Colin Jones (nezávislý)
- Dean Chalkley (nezávislý)
- Don McCullin (nezávislý)
- Philip Jones Griffiths (nezávislý)
- Giles Duley (nezávislý)